# Cliometrie

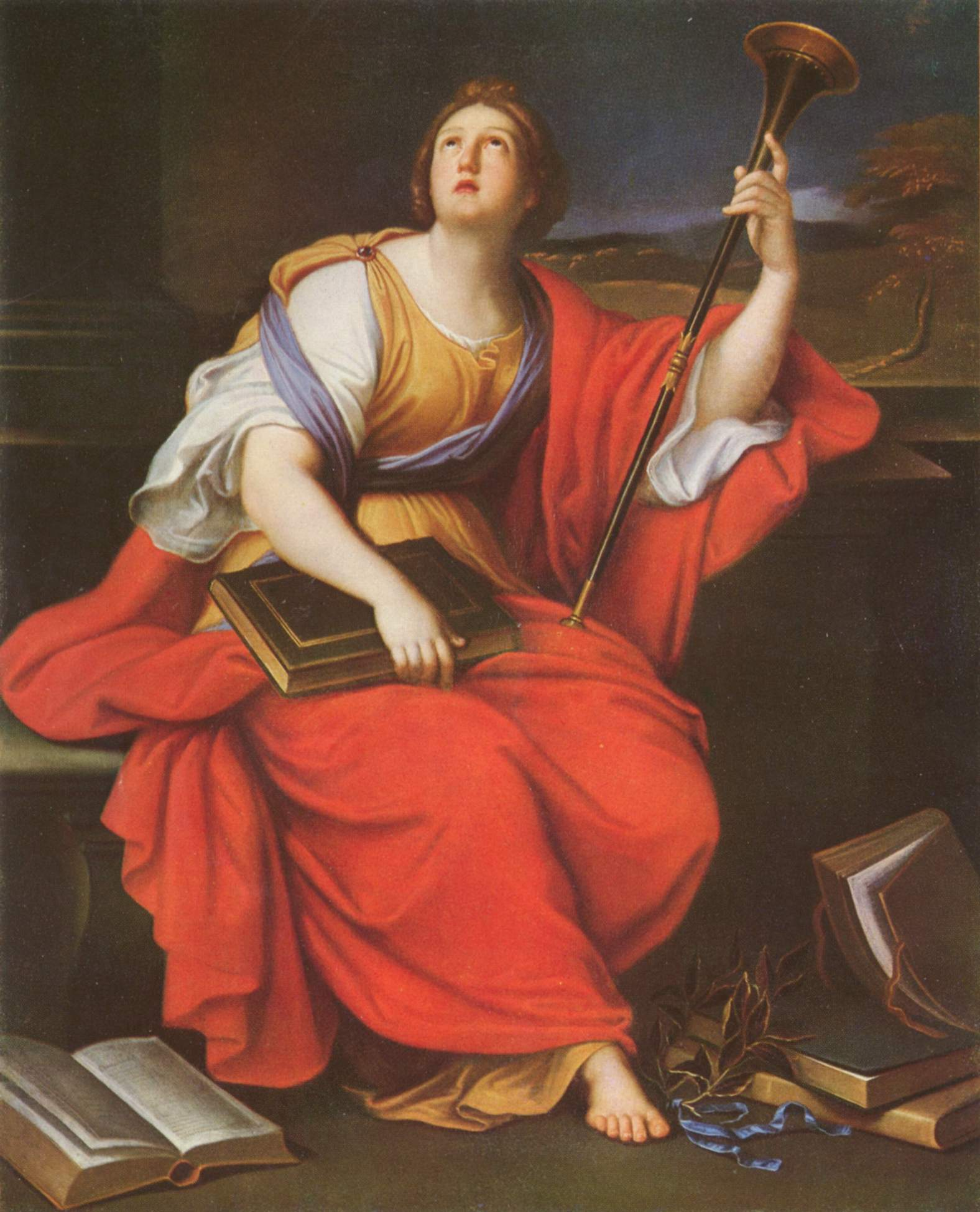
Clio door Pierre Mignard, olieverf op doek, 1689

Cliometrie is de wetenschappelijke discipline die systematisch gebruikmaakt van economische theorie en econometrische technieken om de economische geschiedenis te bestuderen. De term werd in 1960 gelanceerd door Jonathan R.T. Hughes en Stanley Reiter en werd genoemd naar Clio, de muze van de geschiedenis in de Griekse mythologie.
Bekende vertegenwoordigers van de cliometrie zijn Douglass North en Robert Fogel, die in 1993 de Prijs van de Zweedse Rijksbank voor economie (de 'Nobelprijs voor Economie') wonnen voor hun onderzoek. 